# Török Zsigmond
Török Zsigmond, Török Zsigmond Sándor (Szolnok, 1824. január 22. – 1890 után) királyi törvényszéki bíró, színész, színigazgató, szakíró.

## Élete
Török János és Jungh Franciska fiaként született. Keresztszülei Follinus János, Pintér Regina, Paulovits János és Strobli Rozália voltak. Iskoláit elvégezve az 1843. évi országgyűlésen Almásy Pál, Heves vármegye követe mellett mint jurátus működött.
1845-ben a Honderűbe írt. 1846 elején Petőfivel együtt a Pesti Divatlapnak volt segédszerkesztője. 1848-ban honvéd lett; mint Görgei Artúr galopinje (parancsőr), Görgey Istvánnal együtt jelen volt a Csepel-szigeten gróf Zichy Ödön kivégeztetésénél. A móri csatában (1848. október) is részt vett, november 17-étől az 50. Hunyadi honvédzászlóalj főhadnagya volt Perczel Mór tábornok drávai hadtestében.
December 30-án elfogatott és Komárom feladásáig a königgrätzi várban volt internálva. 1850. január 8-án Temesvárott az 56. gyalogezredhez sorozták, majd 1851. június 31-én leszerelték mint rokkantat.
A szabadságharc után színész lett. A Nemzeti Színházban lépett fel először 1848. január 30-án. Aradon, Debrecenben, Nagyváradon és Szatmáron működött. 1853. július 8-án újra vendégszereplő volt a Nemzeti Színházban. 1859-től Kassán színigazgatóként dolgozott.
1862-ben kinevezték Nógrád vármegyében esküdtnek és e minőségében előbb köz-, később váltójogi diplomát nyert. 1867-ben a Nógrád megyei Honvédegylet tagja volt. 1882-ben királyi törvényszéki bíró lett Szabadkán, 1890-től mint ügyész működött Aradon.
Cikke a Hölgyfutárban (1856. 95., 96. sz. A vidéki színészet ügyében).

## Családja
Neje Hetényi Amália volt, Hetényi József színigazgató lánya. 
Gyermekeik:
- Török Laura Hermina (Buda, 1862. február 27.[2] – ?), keresztapja Molnár György színész.
- Török Kornélia Vilma színésznő, született 1870. augusztus 26-án Balassagyarmaton, Színpadra lépett 1894. március havában, Beke Gyula színigazgatónál.[3] Első férje Kovács Lajos, aki 1888 novemberében Szabadkán jegyezte el,[4] 1889. január 12-én kötöttek házasságot a szabadkai Szent György-templomban.[5] 1922. június 26-án Gyulán házasságot kötött Pusztai Béla Ödön (szül. Sopron, 1885. december 8.) színésszel, id. Pusztai Béla fiával.[6]

## Fontosabb szerepei
- Dezső (Czakó Zs.: I. László és kora)
- Myska (Katona József: Bánk bán)
- Zarándi Béla (Vahot I.: Farsangi iskola)
- Bois-joli (Dumanoir–Clairville: Az élet színfalai)

## Munkái
- Emlékek. Szabadka ...
- Apró fényképek. Szabadka, 1882